# Chimarra yaoshanensis
Chimarra yaoshanensis är en nattsländeart som beskrevs av Hwang 1957. Chimarra yaoshanensis ingår i släktet Chimarra och familjen stengömmenattsländor. Inga underarter finns listade i Catalogue of Life.